# Osos Grises de Toluca
Osos Grises de Toluca ist die allgemein bekannte Bezeichnung für die ehemalige Fußballmannschaft des Club Deportivo del Estado de México, der seinen Sitz zunächst in Toluca, der Hauptstadt des Bundesstaates México, hatte.

## Geschichte
Nach dem Gewinn der Meisterschaft der Tercera División in der Saison 1976/77 stiegen die Osos Grises in die damals noch zweitklassige Segunda División auf, in der sie in den folgenden fünf Spielzeiten von 1977/78 bis 1981/82 vertreten waren.
Ihre erfolgreichste Spielzeit war die Saison 1979/80, als die Osos Grises zwischen dem 15. und dem 35. Spieltag in 19 aufeinander folgenden Spielen ungeschlagen blieben. Am Saisonende erreichten sie das Meisterschafts- und Aufstiegsfinale gegen den Club Atletas Campesinos. Nach einem torlosen Auswärtsspiel im Estadio Municipal de Querétaro verloren die Osos Grises das Rückspiel vor eigenem Publikum mit 1:2, so dass die Campesinos in die Primera División aufstiegen, während das Team aus Toluca zweitklassig blieb.
Vor der Saison 1981/82 verzog die Mannschaft nach Texcoco, wo sie zunächst für eine Spielzeit unter ihrem alten Namen antrat und die nächsten drei Spielzeiten in der Segunda División (1982/83 bis 1984/85) unter dem Namen ihrer neuen Heimat absolvierte. Anschließend verzog die Mannschaft in die Gemeinde Atlacomulco und trat in der Saison 1985/86 unter deren Namen an. Im Sommer 1986 erfolgte der Rückzug nach Texcoco und die Umbenennung in Toros de Texcoco.

## Erfolge
- Meister der Tercera División: 1975/76
- Vizemeister der Segunda División: 1979/80